# Attera Orbis Terrarum - Part II
Az Attera Orbis Terrarum - Part II a svéd Dark Funeral black metal együttes 2007-ben megjelent Attera Orbis Terrarum - Part I DVD-jének a folytatása. A 4 órás DVD-n található 4 koncertfelvétel a 2006-os Dél-Amerikai turnén került rögzítésre. Az első diszk egy 2006-os argentin koncertet rejt, valamint amatőr felvételeket különböző USA-beli turnékról. A kettes diszk egy 2006-os brazil koncertet tartalmaz, valamint amatőr felvételeket különböző Dél-Amerikai turnékról.

## Számlista

### Diszk 1

#### Élő - Argentína, 2006 Október
1. "Intro" - 01:29
2. "King Antichrist" - 04:20
3. "Diabolis Interium" - 04:14
4. "Ravenna Strigoi Mortii" - 04:16
5. "The Arrival of Satan's Empire" - 03:47
6. "Open the Gates" - 04:10
7. "Vobiscum Satanas" - 04:56
8. "666 Voices Inside" - 04:36
9. "The Secrets of the Black Arts" - 03:58
10. "Attera Totus Sanctus" - 05:23
11. "Hail Murder" - 05:57
12. "Atrum Regina" - 06:01
13. "My Dark Desires" - 04:20
14. "An Apprentice of Satan" - 07:50

#### Amatőr felvételek
1. "The Dawn No More Rises" (Live in Chicago, IL 1997) - 04:09
2. "Satan's Mayhem" (Live in Manhattan, NY 1997) - 05:12
3. "The Secrets of the Black Arts" (Live in Westland, MI 1999) - 04:12
4. "Shadows over Transylvania" (Live in San Bernadino, CA 2000) - 03:36
5. "Bloodfrozen" (Live in New York City, NY 2000) - 04:02
6. "An Apprentice of Satan" (LiveLive in Hollywood, CA 2004) - 05:32
7. "King Antichrist" (Live in Los Angeles, CA 2007) - 05:12
8. "Diabolis Interium" (Live in Montreal, Canada 2007) - 04:25

### Diszk 2

#### Élő - Brazil, 2006 Október
1. "King Antichrist" - 07:21
2. "Diablois Interium" - 04:27
3. "Ravenna Strigoi Mortii" - 03:57
4. "The Arrival of Satan's Empire" - 03:41
5. "Open the Gates" - 04:01
6. "Vobiscum Satanas" - 04:09
7. "666 Voices Inside" - 04:13
8. "Attera Totus Sanctus" - 05:36
9. "The Secrets of the Black Arts" - 03:18
10. "Godhate" - 04:51
11. "Hail Murder" - 05:13
12. "Atrum Regina" - 04:48
13. "My Dark Desires" - 04:05
14. "An Apprentice of Satan" - 07:19

#### Amatőr felvételek
1. "My Dark Desires" (Live in Porto Alegro) - 04:23
2. "The Arrival of Satan's Empire" (Live in Santiago) - 05:45
3. "Vobiscum Satanas" (Live in Guatemala) - 05:05
4. "Open the Gates" (Live in Mexico City) - 05:42
5. "Godhate" (Live in Campinas) - 04:36

## Közreműködők
- Lord Ahriman - Gitár
- Emperor Magus Caligula - Ének
- Chaq Mol - Gitár
- B-Force - Basszusgitár
- Matte Modin - Dob [2000-2007]